# Sungai Petani
Sungai Petani – miasto w Malezji w stanie Kedah. Według danych szacunkowych na rok 2007 liczy 252 594 mieszkańców. Ośrodek przemysłowy.